# Campionati europei di winter triathlon del 2010
I Campionati europei di winter triathlon del 2010 (XIII edizione) si sono tenuti a Lygna (Oslo) in Norvegia, in data 6 febbraio 2010.
Tra gli uomini ha vinto per la terza volta lo svedese Andreas Svanebo. Tra le donne ha trionfato la norvegese Marthe K. Myhre.
La gara junior ha visto trionfare il norvegese Martin Nyenget tra gli uomini e la connazionale Tone Dalen tra le donne.
Il titolo di Campione europeo di winter triathlon della categoria under 23 è andato al russo Dmitriy Bregeda. Tra le donne si è aggiudicata il titolo di Campionessa europea di winter triathlon della categoria under 23 la norvegese Tuva Toftdahl.

## Risultati

### Élite uomini
| Pos. | Atleta                | Paese         | Corsa    | Bici     | Sci      | Totale   |
| ---- | --------------------- | ------------- | -------- | -------- | -------- | -------- |
|      | Andreas Svanebo       | Svezia        | 00:22:59 | 00:22:40 | 00:21:10 | 01:08:29 |
|      | Arne Post             | Norvegia      | 00:23:20 | 00:24:09 | 00:20:42 | 01:09:31 |
|      | Daniel Antonioli      | Italia        | 00:23:31 | 00:23:15 | 00:21:57 | 01:10:13 |
| 4    | Pavel Andreev         | Russia        | 00:23:32 | 00:24:23 | 00:21:09 | 01:10:23 |
| 5    | Tor Halvor Bjørnstad  | Norvegia      | 00:25:49 | 00:22:18 | 00:20:44 | 01:10:33 |
| 6    | Tor-Atle Fuglerud     | Norvegia      | 00:24:06 | 00:22:11 | 00:22:44 | 01:10:35 |
| 7    | Siegfried Bauer       | Austria       | 00:24:40 | 00:22:42 | 00:22:55 | 01:11:34 |
| 8    | Brian Smith           | Stati Uniti   | 00:23:22 | 00:22:56 | 00:23:41 | 01:11:35 |
| 9    | Tomas Jurkovic        | Slovacchia    | 00:24:20 | 00:23:33 | 00:22:48 | 01:12:07 |
| 10   | Konstantin Lavrentyev | Russia        | 00:24:55 | 00:23:31 | 00:23:07 | 01:12:49 |
| 11   | Evgeny Kirillov       | Russia        | 00:23:31 | 00:25:36 | 00:22:31 | 01:12:57 |
| 12   | Kristian Monsen       | Norvegia      | 00:23:59 | 00:25:06 | 00:23:19 | 01:14:05 |
| 13   | Pavel Arkhipkin       | Russia        | 00:24:23 | 00:26:44 | 00:22:04 | 01:14:39 |
| 14   | Pavel Jindra          | Rep. Ceca     | 00:26:30 | 00:24:07 | 00:23:04 | 01:15:28 |
| 15   | Alexey Musskiy        | Russia        | 00:24:43 | 00:26:07 | 00:23:12 | 01:15:44 |
| 16   | Ole M. Munz           | Norvegia      | 00:25:14 | 00:26:04 | 00:22:47 | 01:16:15 |
| 17   | Sergey Mishanin       | Russia        | 00:26:53 | 00:26:07 | 00:21:48 | 01:16:19 |
| 18   | Jan Francke           | Rep. Ceca     | 00:24:22 | 00:25:42 | 00:25:06 | 01:16:34 |
| 19   | Florian Moser         | Austria       | 00:25:14 | 00:26:38 | 00:24:07 | 01:17:29 |
| 20   | Christian Frommelt    | Liechtenstein | 00:25:43 | 00:26:06 | 00:26:25 | 01:20:20 |

### Élite donne
| Pos. | Atleta              | Paese       | Corsa    | Bici     | Sci      | Totale   |
| ---- | ------------------- | ----------- | -------- | -------- | -------- | -------- |
|      | Marthe K. Myhre     | Norvegia    | 00:27:10 | 00:27:23 | 00:24:20 | 01:20:56 |
|      | Hanne Trønnes       | Norvegia    | 00:28:53 | 00:27:29 | 00:24:57 | 01:23:08 |
|      | Emma Garrard        | Stati Uniti | 00:27:52 | 00:28:11 | 00:24:57 | 01:23:10 |
| 4    | Yulia Surikova      | Russia      | 00:28:06 | 00:28:27 | 00:26:10 | 01:24:19 |
| 5    | Tatiana Charochkina | Russia      | 00:29:08 | 00:30:03 | 00:24:02 | 01:24:45 |
| 6    | Sarka Grabmullerova | Rep. Ceca   | 00:28:45 | 00:30:37 | 00:25:09 | 01:26:21 |
| 7    | Rebecca Dussault    | Stati Uniti | 00:26:47 | 00:34:39 | 00:23:22 | 01:26:24 |
| 8    | Camilla Hott        | Norvegia    | 00:30:03 | 00:30:41 | 00:26:17 | 01:28:43 |
| 9    | Heather Best        | Stati Uniti | 00:28:48 | 00:29:34 | 00:28:52 | 01:29:20 |
| 10   | Ksenia Chernykh     | Russia      | 00:31:22 | 00:31:09 | 00:25:18 | 01:29:57 |
| 11   | Olga Vostrukhova    | Russia      | 00:28:45 | 00:33:28 | 00:26:09 | 01:30:22 |
| 12   | Tove Andersen       | Norvegia    | 00:29:08 | 00:34:50 | 00:25:29 | 01:31:23 |
| 13   | Vibeke S. Norstebo  | Norvegia    | 00:32:52 | 00:32:56 | 00:26:31 | 01:34:29 |

### Under 23 uomini
| Pos. | Atleta               | Paese      | Corsa    | Bici     | Sci      | Totale   |
| ---- | -------------------- | ---------- | -------- | -------- | -------- | -------- |
|      | Dmitriy Bregeda      | Russia     | 00:23:25 | 00:25:09 | 00:21:38 | 01:11:20 |
|      | Peter Mosny          | Slovacchia | 00:24:17 | 00:23:38 | 00:22:45 | 01:12:08 |
|      | Pavel Khanzhin       | Russia     | 00:24:55 | 00:24:02 | 00:22:43 | 01:12:56 |
| 4    | Maxim Kuzmin         | Russia     | 00:23:25 | 00:25:18 | 00:23:19 | 01:13:21 |
| 5    | Johan Noraker Nossen | Norvegia   | 00:25:18 | 00:28:38 | 00:21:52 | 01:17:31 |
| 6    | Simen R Aaslund      | Norvegia   | 00:27:10 | 00:25:18 | 00:24:45 | 01:19:11 |
| 7    | Jozef Tomasovic      | Slovacchia | 00:27:42 | 00:28:38 | 00:25:49 | 01:23:56 |

### Under 23 donne
| Pos. | Atleta           | Paese    | Corsa    | Bici     | Sci      | Totale   |
| ---- | ---------------- | -------- | -------- | -------- | -------- | -------- |
|      | Tuva Toftdahl    | Norvegia | 00:27:12 | 00:28:50 | 00:23:11 | 01:21:23 |
|      | Elisabeth Sveum  | Norvegia | 00:31:56 | 00:27:24 | 00:26:51 | 01:28:07 |
|      | Anna Evseeva     | Russia   | 00:28:07 | 00:31:12 | 00:28:30 | 01:29:38 |
| 4    | Emma Skjærstad   | Norvegia | 00:33:32 | 00:29:57 | 00:27:02 | 01:32:25 |
| 5    | Tatiana Glukhova | Russia   | 00:31:23 | 00:39:17 | 00:27:20 | 01:40:00 |

### Junior uomini
| Pos. | Atleta           | Paese    | Corsa    | Bici     | Sci      | Totale   |
| ---- | ---------------- | -------- | -------- | -------- | -------- | -------- |
|      | Martin Nyenget   | Norvegia | 00:16:25 | 00:17:33 | 00:16:07 | 00:51:52 |
|      | Håkon Karlstad   | Norvegia | 00:16:57 | 00:17:16 | 00:16:09 | 00:52:22 |
|      | Pavel Yakimov    | Russia   | 00:16:23 | 00:17:35 | 00:17:29 | 00:52:47 |
| 4    | Felix Waldhuber  | Austria  | 00:16:51 | 00:17:09 | 00:17:35 | 00:53:20 |
| 5    | Evgeny Bayguzov  | Russia   | 00:16:57 | 00:18:52 | 00:16:49 | 00:53:53 |
| 6    | Gøran Bollestad  | Norvegia | 00:16:56 | 00:18:50 | 00:17:09 | 00:54:36 |
| 7    | Preben Langdal   | Norvegia | 00:16:32 | 00:18:35 | 00:18:39 | 00:55:44 |
| 8    | Ola Skatvedt     | Norvegia | 00:18:06 | 00:17:55 | 00:18:39 | 00:56:46 |
| 9    | Leif Trønnes     | Norvegia | 00:18:33 | 00:18:19 | 00:18:08 | 00:56:55 |
| 10   | Fredrik F Liland | Norvegia | 00:18:17 | 00:20:35 | 00:20:35 | 01:01:15 |
| 11   | Patrick Lang     | Germania | 00:18:23 | 00:24:29 | 00:21:16 | 01:05:49 |
| 12   | Dušan Fister     | Slovenia | 00:20:02 | 00:45:01 | 00:34:42 | 01:41:55 |

### Junior donne
| Pos. | Atleta            | Paese    | Corsa    | Bici     | Sci      | Totale   |
| ---- | ----------------- | -------- | -------- | -------- | -------- | -------- |
|      | Tone Dalen        | Norvegia | 00:18:33 | 00:22:32 | 00:17:38 | 01:00:34 |
|      | Ida S. Snortheim  | Norvegia | 00:20:06 | 00:20:40 | 00:19:25 | 01:02:40 |
|      | Marianne Madsen   | Norvegia | 00:19:41 | 00:25:00 | 00:20:38 | 01:07:44 |
| 4    | Ekaterina Minaeva | Russia   | 00:20:06 | 00:31:17 | 00:22:46 | 01:16:24 |